# Lamine Rabir
Lamine Rabir (né le 23 juillet 1986) est un handballeur Algérien.
Il participe notamment au Championnat du monde 2009.

## Palmarès

### avec les Clubs
- Vice-champion d'Algérie en 2009 avec le HBC El Biar

### avec l'Équipe d'Algérie
Championnat d'Afrique des nations 
- 3e au Championnat d'Afrique 2008 ( Angola)

Championnat du monde de handball 
- 19e au championnat du monde 2009 ( Croatie)